# Stříbrnice nad Hanou
Stříbrnice (deutsch Strzibernitz, 1939–1945 Silbersdorf) ist eine Gemeinde in Tschechien. Sie liegt vier Kilometer südwestlich von Kojetín und gehört zum Okres Přerov.

## Geographie
Stříbrnice befindet sich rechtsseitig der Haná am Bach Stříbrnický potok im Hornomoravský úval (Obermährische Senke). Durch den Ort führt die Staatsstraße I/47 zwischen Vyškov und Kroměříž. 600 m südlich des Dorfes verläuft die Autobahn D 1, dahinter liegt der Teich Vitčický rybník.
Nachbarorte sind Měrovice nad Hanou im Norden, Kojetín im Nordosten, Křenovice im Osten, Kovalovice im Südosten, Vlčí Doly und Vitčice im Süden, Pavlovice u Kojetína und Tištín im Südwesten, Mořice und Vrchoslavice im Westen sowie Dlouhá Ves im Nordwesten.

## Geschichte
Die erste schriftliche Erwähnung des zur Herrschaft Kojetín gehörigen Dorfes Stříbrníci erfolgte 1495. Das Dorf entstand am Nordrand eines großen Waldgebietes an der Handelsstraße von Kroměříž nach Vyškov. Zu Beginn des 16. Jahrhunderts wurde Wilhelm II. von Pernstein Besitzer der Pfandherrschaft Kojetín. Weitere Namensformen waren Strzibernitz, Střibernitz,
Střibrnitz, Stržibernitz (1676), Stříbernik (1846) und Střibernicium (1863). Am 20. Dezember 1720 fiel das Pfand an das Bistum Prag zurück und 1726 verkaufte Erzbischof Franz Ferdinand von Kuenburg die Herrschaft Kojetín an Marie Elisabeth von Schleswig-Holstein-Gottorf. Bis zur Mitte des 19. Jahrhunderts blieb das Dorf immer nach Kojetín untertänig.
Nach der Aufhebung der Patrimonialherrschaften bildete Stříbrnice/Strzibernitz ab 1850 eine Gemeinde in der Bezirkshauptmannschaft Kremsier. Im Jahre 1855 wurde die Gemeinde dem Bezirk Kojetín und 1868 wieder dem Bezirk Kremsier zugeordnet. Seit 1877 gehörte das Dorf zum Okres Přerov. Im Jahre 1905 wurde in Stříbrnice eine eigene Schule erbaut, zuvor fand der Unterricht in Vrchoslavice statt. Während der deutschen Besetzung erhielt der Ort den deutschen Namen Silbersdorf. 1949 wurde die Gemeinde dem Okres Kojetín zugeordnet, nach dessen Aufhebung kam sie 1960 zum Okres Přerov zurück. Stříbrnice wurde 1976 als Stadtteil Kojetín V-Stříbrnice nach Kojetín eingemeindet. Die Schule wurde 1978 geschlossen. Seit 1990 bildet Stříbrnice wieder eine eigene Gemeinde. Zwischen 2007 und 2009 wurde der Autobahnabschnitt Mořice – Kojetín gebaut, zuvor erfolgten im Jahre 2006 archäologische Grabungen. Ethnographisch gehört die Gemeinde zur Hanna.

## Gemeindegliederung
Für die Gemeinde Stříbrnice sind keine Ortsteile ausgewiesen.

## Sehenswürdigkeiten
- Kapelle, erbaut in der zweiten Hälfte des 18. Jahrhunderts

## Söhne und Töchter der Gemeinde
- Josef Vrana (1905–1987), Administrator des Erzbistums Olmütz